# Биоминерализация
Биоминерализация — совокупность биохимических процессов, в ходе которых происходит образование неорганических твердых веществ в живых организмах. В процессе биоминерализации организмы формируют свои твердые части тела (кости, зубы, раковины, панцири, скорлупу и т. д.).
Продуктами биоминерализации являются гибридные «органические/неорганические» вещества, отличающиеся сложной формой, иерархической организацией и необычными свойствами. Подобные структуры не известны в обычной неорганической химии.
Образование неорганических соединений в органической материи происходит двумя основными путями. При первом («биологически-стимулированная» минерализация) минеральная фаза происходит в окружающей среде из насыщенного раствора, который содержит необходимые ионы, при «вмешательстве» живого организма для образования и местоположения минерального осадка. При втором пути («биологически контролируемая» минерализация) минеральная фаза происходит под прямым и постоянным «контролем» организма так, что минеральный осадок получает характерные уникальные кристаллические свойства, обычно не развивающиеся при процессах осаждения из насыщенных растворов ионов. В данном случае форма, размер, положение и ориентация кристаллов могут контролироваться участвующими в этом процессе клетками организма. Практически все биоминеральные структуры развиваются на заранее сформированных матрицах, состоящих из продуктов выделения эпителиальных тканей.
Неорганическая часть «материалов», которые формируются в процессе биоминерализации представляет собой карбонат кальция, сульфат кальция , сульфат бария, аморфные поликремниевые кислоты с участием фосфолипидов, полисахаридов или пептидов. Одноклеточные организмы способны образовывать кристаллы и композиты белков и аморфных неорганических полимеров в качестве сложных структурных частей своих организмов. Кальций-содержащие минералы составляют примерно 50 % из числа всех известных биоминералов, так как сам кальций выполняет множество фундаментальных функций в клеточном метаболизме.
В последнее время научный интерес к процессу биоминерализации обусловлен с перспективами получения материалов с необходимыми некоторыми свойствами, путём использования природных принципов.